# H4N2O4
化学式H4N2O4可能指：
- 氮(II)酸，WikiData ID：Q30593849
- 硝酸羟胺，CAS号：13465-08-2

|  | 这个同类索引页列出了具有相同分子式的化学物（即同分異構體）条目。 除非您是有意链接至本页，否则应将相应条目的内部链接指向正确的条目。 |